# Judiska begravningsplatsen i Karlskrona

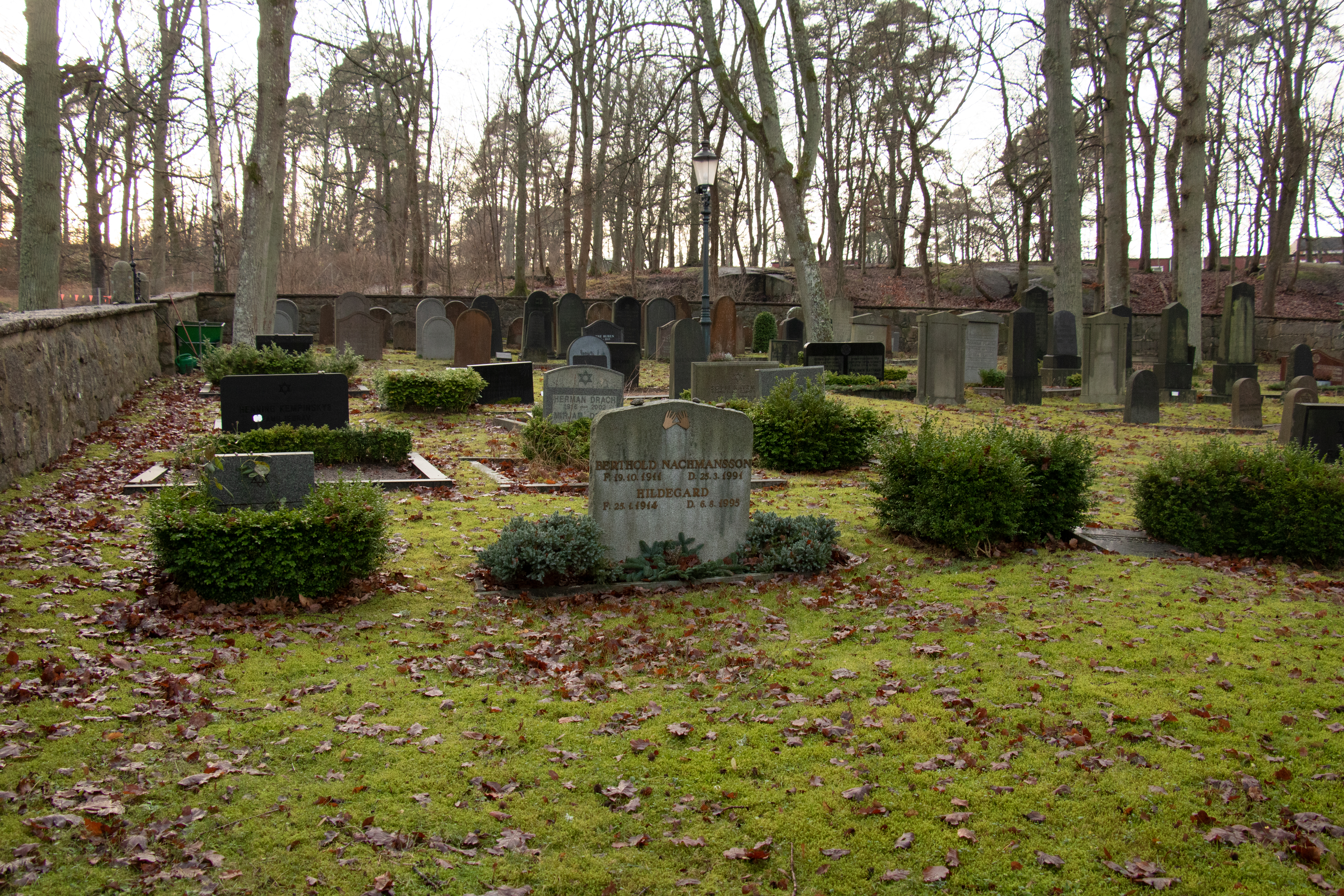
Judiska begravningsplatsen i Karlskrona.

Judiska begravningsplatsen i Karlskrona eller Mosaiska begravningsplatsen i Karlskrona är en begravningsplats i Karlskrona som bildades i januari 1785 av Fabian Philip för att begrava sina familjemedlemmar. Senare användes den för att begrava medlemmar av Mosaiska församlingen i Karlskrona.

## Vandaliseringen 1995
Den 2 juli 1995  vandaliserades begravningsplatsen. Gravstenar vältes och hakkors och hatiska meddelanden ritades på dem. Det bekräftades senare av polisen att det var ett hatbrott och att det utförts av vit makt-anhängare och skinnskallar. Idag har hakkorsen tagits bort men vissa gravstenar är fortfarande trasiga och bitar saknas.

## Läget idag
Idag finns inte längre Mosaiska församlingen i Karlskrona. Den sista begravningen ägde rum 2013, och det finns över 70 gravstenar på begravningsplatsen.  

## Galleri

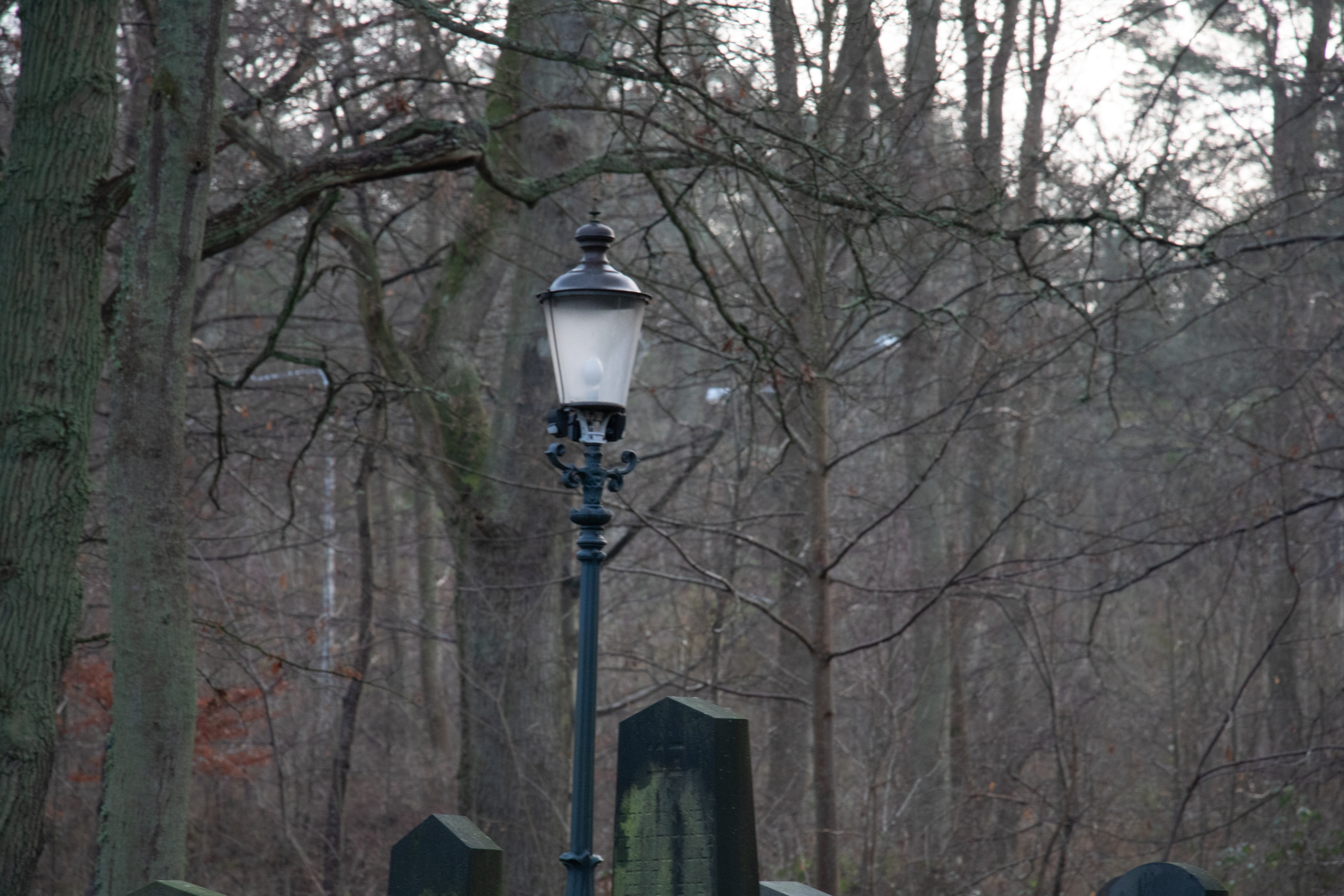
Lampa på begravningsplatsen.
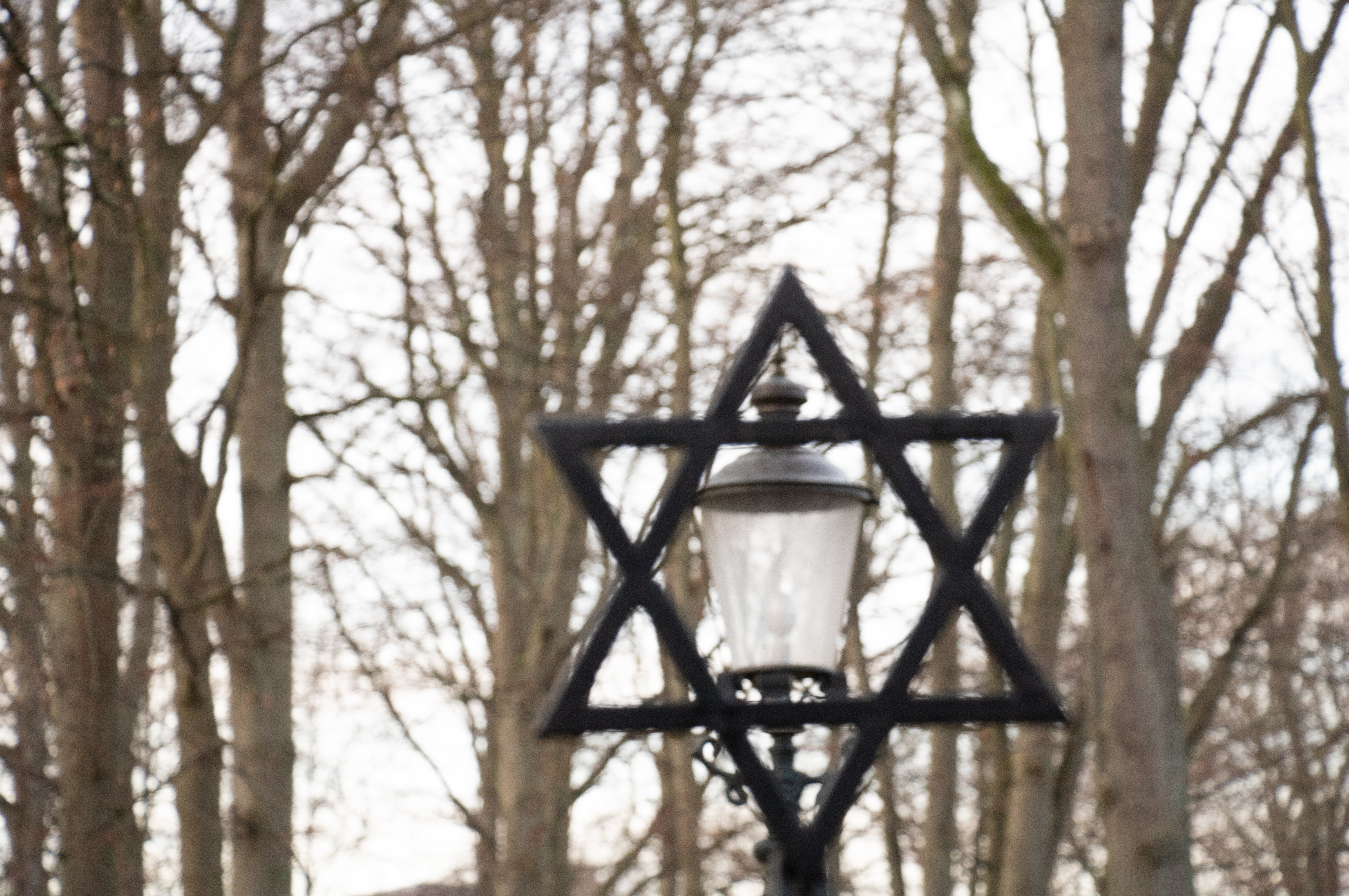
Davidsstjärna som sitter på begravningsplatsens port.
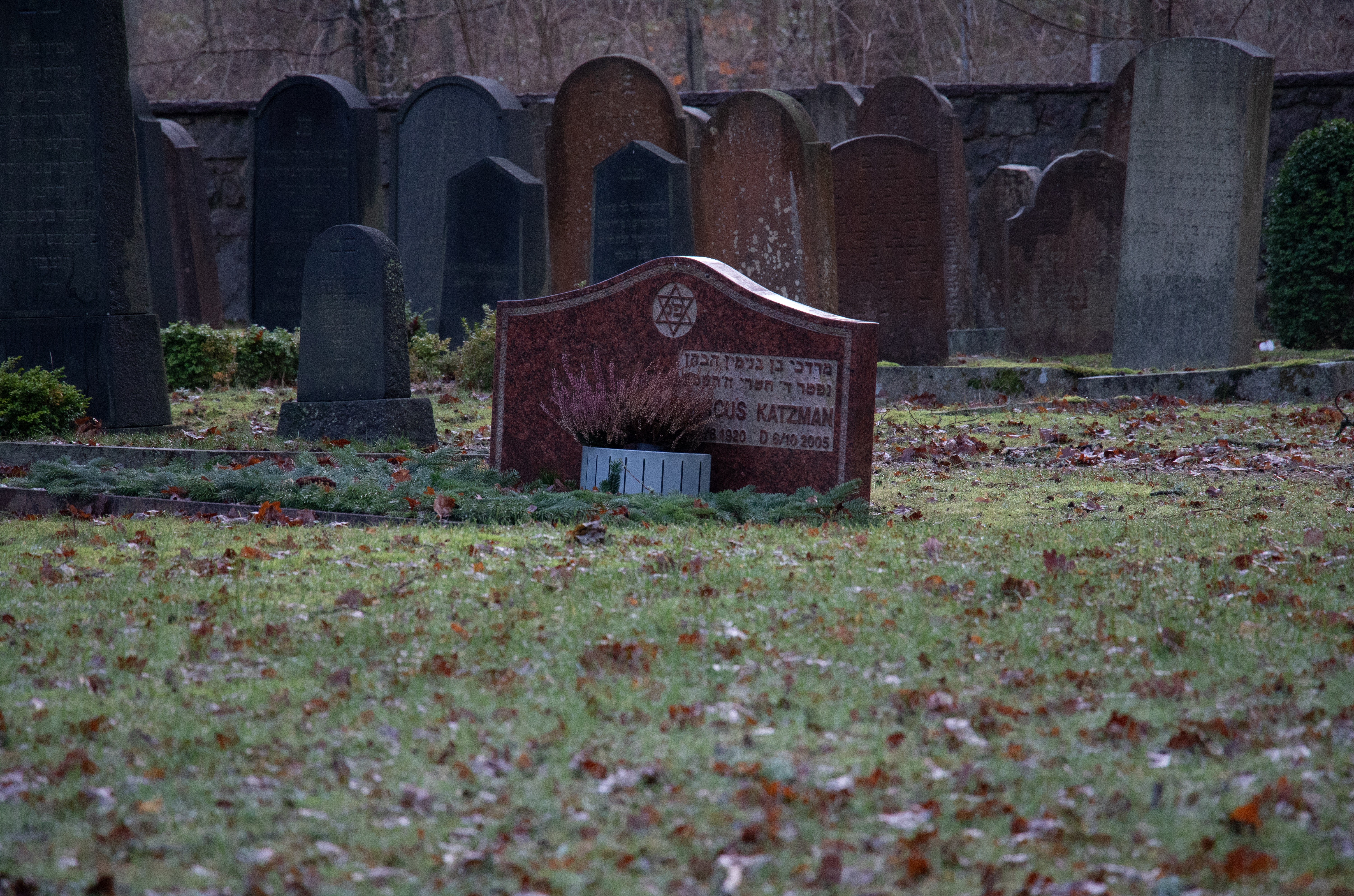
Gravar på begravningsplatsen. (Man kan se fler äldre gravar längst bak).